# 1893 w muzyce
Wydarzenia muzyczne w 1893 roku.

## Wydarzenia
- 2 stycznia – w Wiedniu odbyła się premiera pieśni „So stehn wir, ich und meine Weide” op.32/8 Johannesa Brahmsa[1][2]
- 5 stycznia – w Baltimore odbyła się premiera „Serenade” op.25 Arthura Foote[1][2]
- 7 stycznia – odbyła się premiera „Bourrée fantasque” Emmanuela Chabriera[1][2]
- 10 stycznia – w Theater an der Wien miała miejsce premiera operetki Fürstin Ninetta Johanna Straussa (syna)[1][2][3]
- 18 stycznia – w londyńskiej Royal Albert Hall miała miejsce premiera Mass in D major Etheli Smyth[1][2][4]
- 19 stycznia – w londyńskim Lyric Theatre miała miejsce premiera opery The Magic Opal Isaaca Albéniza[1][2]
- 22 stycznia – w wiedeńskim Volksgarten miała miejsce premiera „Ninetta-Walzer” op.445 Johanna Straussa (syna)[1][2]
- 30 stycznia
  - w Wiedniu odbyła się premiera trzech „Fantazji” op.116/1-3 Johannesa Brahmsa[1][2][5]
  - w Londynie odbyła się premiera „3 Intermezzi” op.117/1-2 Johannesa Brahmsa[1][2]

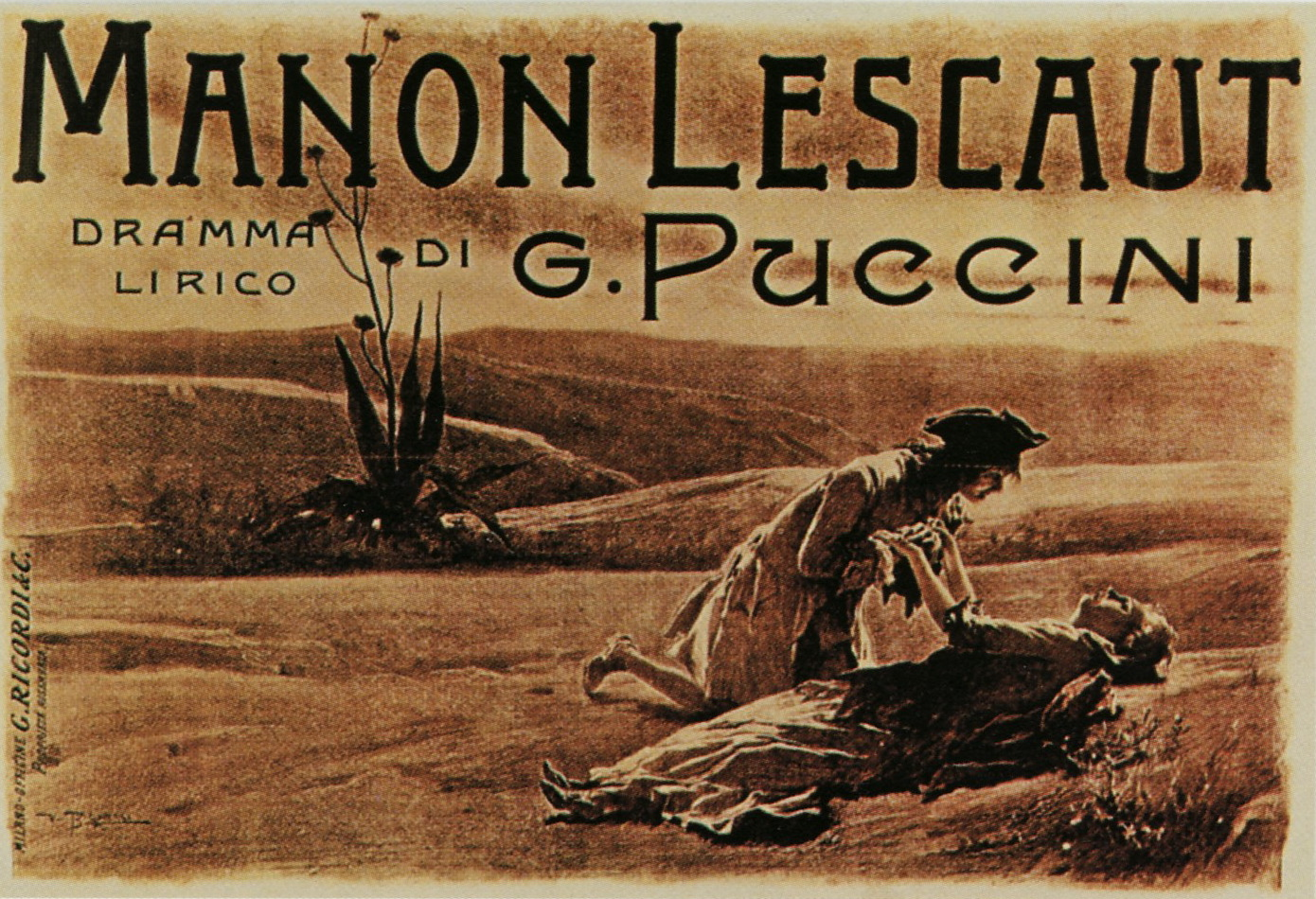
Pocztówka z okazji premiery opery Manon Lescaut Giacomo Pucciniego

- 1 lutego – w turyńskim Teatro Regio miała miejsce premiera opery Manon Lescaut Giacomo Pucciniego[1][2][6]
- 3 lutego – w wiedeńskiej Sofiensaal miała miejsce premiera „Ninetta-Galopp” op.450 Johanna Straussa (syna)[1][2]
- 6 lutego – w wiedeńskiej Sofiensaal miała miejsce premiera „Herzenskönig” op.445 Johanna Straussa (syna)[1][2]
- 8 lutego – w Charkowie odbyła się premiera „Oh No, I Beg You, Forsake Me Not!” op.4/1 oraz „In the Silence of the Secret Night” op.4/3 Siergieja Rachmaninowa[1][2]
- 9 lutego – w mediolańskiej La Scali odbyła się premiera opery Falstaff Giuseppe Verdiego[1][2][7]
- 16 lutego – w Helsinkach odbyła się premiera poematy symfonicznego „En Saga” op.9 Jeana Sibeliusa[1][2][8]
- 18 lutego – w Wiedniu odbyła się premiera „7 Fantasien” op.116/7 Johannesa Brahmsa[1][2][5]
- 19 lutego – w Wiener Musikverein miała miejsce premiera „Ninetta-Quadrille” op.446 Johanna Straussa (syna)[1][2]
- 21 lutego – w Brukseli odbyła się premiera „Poème de l'amour et de la mer” op.19 Ernesta Chaussona[1][2]
- 26 lutego – w Wiener Musikverein miała miejsce premiera „Diplomaten-Polka” op.448 Johanna Straussa (syna)[1][2]
- 28 lutego – odbyła się premiera „Impromptu” op.1/2 TH 122 Piotra Czajkowskiego[1][2]
- 3 marca – w Nowym Jorku odbyła się premiera „Suite for Piano Trio” op.35 Horatio Parkera[1][2]
- 5 marca – w wiedeńskiej Golden Rose odbyła się premiera „Ninetta-Marsch” op.447 Johanna Straussa (syna)[1][2]
- 11 marca
  - w Wiedniu odbyła się premiera pieśni „Freiwillige her!” op.41/2 Johannesa Brahmsa[1][2][9]
  - w londyńskim Pałacu Kryształowym miało miejsce pierwsze publiczne wykonanie Mass in D major op.86 B.175 Antonína Dvořáka[1][2][10]
- 15 marca – w Wiedniu odbyła się premiera „Fantazji” op.116/6 Johannesa Brahmsa[1][2][5]
- 22 marca – w Wiedniu odbyła się premiera pieśni „Die Liebende schreibt” op.47/5 Johannesa Brahmsa[1][2]
- 24 marca – w Paryżu odbyła się premiera opery Kassya Léo Delibesa[1][2][11]
- 30 marca – w nowojorskim National Conservatory of Music miała miejsce premiera kantaty „Dream-King and His Love” op.31 Horatio Parkera[1][2][12]
- 7 kwietnia – w Hereford odbyła się premiera „Spanish Serenade” op.23 Edwarda Elgara[1][2]
- 8 kwietnia – w paryskiej Salle Érard miała miejsce premiera kantaty „La damoiselle élue” Claude’a Debussy’ego[1][2][13]
- 13 kwietnia – w Bostonie odbyła się premiera „Suite No.2” op.30 Arthura Foote[1][2]
- 16 kwietnia – w Brnie odbyła się premiera „Music for Club Swinging” Leoša Janáčka[1][2]
- 18 kwietnia – w Worcester odbyła się premiera kantaty „The Black Knight” op.25 Edwarda Elgara[1][2]
- 24 kwietnia – w berlińskim Königliche Theater miała miejsce premiera baletu Die Rebe Antona Rubinsteina[1][2]
- 1 maja – w Chicago odbyła się premiera kantaty „Festival Jubilate” op.17 Amy Beach[1][2][14]
- 3 maja – w Nowym Jorku odbyła się premiera oratorium „Hora Novissima” op.30 Horatio Parkera[1][2]
- 4 maja – w Berlinie odbyła się premiera „Herr Oluf” op.12 Hansa Pfitznera[1][2]
- 6 maja – w Paryżu odbyła się premiera „Fantaisie for Harp” op.95 Camille’a Saint-Saënsa[1][2]
- 9 maja – w moskiewskim Teatrze Bolszoj miała miejsce publiczna premiera opery Aleko Siergieja Rachmaninowa[1][2][15]
- 10 maja
  - podczas otwarcia londyńskiego Imperial Institute odbyła się premiera „Imperial March” Arthura Sullivana[1][2][16]
  - w londyńskiej Royal Albert Hall miała miejsce premiera „East to West” op.52 Charlesa Villiersa Stanforda[1][2][17]
- 21 maja – w Brnie odbyła się premiera „Our Birch Tree” JW. 4/22 Leoša Janáčka[1][2]
- 24 maja – w paryskim Théâtre Lyrique miała miejsce premiera opery Phryné Camille’a Saint-Saënsa[1][2]
- 26 maja – w londyńskim Brompton Oratory miała miejsce premiera Mass in G major op.46 Charlesa Villiersa Stanforda[1][2][18]
- 4 czerwca – w wiedeńskim Praterze miała miejsce premiera „Fest-Marsch” op.452 Johanna Straussa (syna)[1][2]
- 6 lipca – w Chicago odbyła się premiera „Romance” op.23 Amy Beach[1][2]
- 3 sierpnia – w Wiesbaden odbyła się premiera „12 Walzercapricen” op.9 Maxa Regera[1][2]
- 13 września – w Worcester odbyła się premiera „Overture to an Unwritten Tragedy” Huberta Parry[1][2][19]
- 5 października – w Kristianie (Oslo) odbyła się premiera „Lyric Pieces” op.57 Edvarda Griega[1][2]
- 7 października – w londyńskim Savoy Theatre miała miejsce premiera operetki Utopia Limited, or The Flowers of Progress Arthura Sullivana[1][2][20]
- 14 października – w londyńskim Prince of Wales Theatre miała miejsce premiera musicalu A Gaiety Girl Sidneya Jonesa[21]
- 21 października – w Konserwatorium Moskiewskim miała miejsce premiera „Night” TH 88 Piotra Czajkowskiego[1][2][22]
- 22 października – w Wiener Musikverein miała miejsce premiera walca „Auf dem Tanzboden, musikalische Illustration zu dem gleichnamigen Gemälde von Franz Defregger” op.454 Johanna Straussa (syna)[1][2]
- 28 października – w Sankt Petersburgu odbyła się premiera VI symfonii op.74 Piotra Czajkowskiego[1][2][23]
- 9 listopada – w mediolańskim Teatro Dal Verme miała miejsce premiera opery Medyceusze Ruggero Leoncavallo[1][2][24]
- 12 listopada – w Wiener Musikverein miała miejsce premiera walca „Hochzeitsreigen” op.453 Johanna Straussa (syna)[1][2]
- 27 listopada – w Hamburgu odbyła się premiera „3 Intermezzi” op.117/3 Johannesa Brahmsa[1][2][25]
- 11 grudnia – odbyła się premiera pieśni „On the Way to Kew” Arthura Foote[1][2]
- 12 grudnia
  - w Sankt Petersburgu odbyła się premiera pieśni „We Sat Together” op.73/1 TH 109 Piotra Czajkowskiego[1][2]
  - w Moskwie odbyła się premiera „Suite No.1” op.5 Siergieja Rachmaninowa[1][2][26]
  - w Nowym Jorku odbyła się premiera „Bal masque” op.22 Amy Beach[1][2]
- 16 grudnia
  - w Kijowie odbyła się premiera pieśni „Amid Sombre Days” op.73/5 oraz „Again, As Before, Alone” op.73/6 Piotra Czajkowskiego[1][2]
  - w nowojorskiej Carnegie Hall miała miejsce premiera IX Symfonii e-moll „Z Nowego Świata” Antonína Dvořáka[1][2][27]
- 29 grudnia – w paryskiej Salle Pleyel miała miejsce premiera „String Quartet in G minor” op.10 Claude'a Debussy’ego[1][2][28]

## Urodzili się
- 2 stycznia – Bronisław Zieliński, polski muzyk, nauczyciel, działacz, dyrygent (zm. 1973)
- 5 stycznia – Friedrich Blume, niemiecki muzykolog (zm. 1975)
- 11 stycznia – Tancredi Pasero, włoski śpiewak operowy (bas) (zm. 1983)
- 18 stycznia – Ludwik Marek, polski pianista, kompozytor i pedagog muzyczny (ur. 1837)
- 19 stycznia – Magda Tagliaferro, brazylijska pianistka (zm. 1986)
- 4 lutego – Bernard Rogers, amerykański kompozytor muzyki poważnej (zm. 1968)
- 10 lutego – Jimmy Durante, amerykański piosenkarz, pianista i aktor (zm. 1980)
- 12 lutego – Wiktor Hausman, polski wojskowy, muzyk, kompozytor i krytyk (zm. 1943)
- 13 lutego – Łucja Drège-Schielowa, polska kompozytorka i pianistka (zm. 1962)
- 21 lutego – Andrés Segovia, hiszpański gitarzysta, wirtuoz i popularyzator gitary klasycznej (zm. 1987)
- 27 lutego – Joseph Messner, austriacki kompozytor, dyrygent i organista (zm. 1969)
- 18 marca lub 18 maja – Włodzimierz Kaczmar, polski śpiewak operowy (bas) i pedagog (zm. 1964)
- 26 marca – Fatma Muxtarova, radziecka śpiewaczka operowa (mezzosopran) pochodzenia azerskiego (zm. 1972)
- 31 marca – Clemens Krauss, austriacki kompozytor i dyrygent (zm. 1954)
- 11 kwietnia – Borys Lomani, polski kompozytor, pianista, dyrygent (zm. 1975)
- 16 kwietnia
  - Federico Mompou, hiszpański kompozytor (zm. 1987)
  - Joseph Yasser, amerykański organista, muzykolog i kompozytor, pochodzenia żydowskiego (zm. 1981)
- 16 maja
  - Paul van Kempen, holenderski dyrygent (zm. 1955)
  - Iwan Wyszniegradski, rosyjski kompozytor i teoretyk muzyki (zm. 1979)
- 18 maja – Jean Goldkette, amerykański muzyk klasyczny i jazzowy, pianista i bandleader oraz przedsiębiorca (zm. 1962)
- 19 maja – Władysław Raczkowski, polski dyrygent, chórmistrz, pianista, pedagog muzyczny i kompozytor (zm. 1959)
- 23 maja – Rosa Raisa, polska śpiewaczka (sopran) (zm. 1963)
- 26 maja – Eugene Aynsley Goossens, brytyjski kompozytor i dyrygent pochodzenia belgijskiego (zm. 1962)
- 21 czerwca – Alois Hába, czeski kompozytor (zm. 1973)
- 26 czerwca – Big Bill Broonzy, amerykański muzyk bluesowy, autor ponad 300 kompozycji (zm. 1958)
- 27 czerwca – Toti dal Monte, włoska śpiewaczka operowa (sopran) (zm. 1975)
- 29 czerwca – Aarre Merikanto, fiński kompozytor, pianista (zm. 1958)
- 3 lipca – Mississippi John Hurt, afroamerykański gitarzysta i pieśniarz bluesowy i folkowy (zm. 1966)
- 13 lipca – Stanisław Rączka, polski kompozytor, dyrygent, nauczyciel (zm. 1971)
- 28 lipca – Rued Langgaard, duński kompozytor (zm. 1952)
- 10 sierpnia – Douglas Moore, amerykański kompozytor (zm. 1969)
- 14 sierpnia – Alfred Alessandrescu, rumuński kompozytor (zm. 1959)
- 15 sierpnia – Aleksandr Gauk, radziecki kompozytor, dyrygent i pedagog (zm. 1963)
- 21 sierpnia – Lili Boulanger, francuska kompozytorka (zm. 1918)
- 25 sierpnia – Constantin Brăiloiu, rumuński etnomuzykolog i kompozytor (zm. 1958)
- 18 września – Arthur Benjamin, australijski kompozytor, pianista, dyrygent i pedagog (zm. 1960)
- 21 września – Moses Pergament, szwedzki kompozytor, dyrygent i krytyk muzyczny pochodzenia fińskiego (zm. 1977)
- 29 września – Edward Maj, polski kompozytor (zm. 1967)
- 9 października – Mário de Andrade, brazylijski poeta, prozaik, muzykolog, historyk i krytyk sztuki, fotograf (zm. 1945)
- 20 października – Artur Tadeusz Müller, polski kompozytor, pianista, dyrygent (zm. 1960)
- 23 października – Jean Absil, belgijski kompozytor (zm. 1974)
- 23 listopada – Willie „The Lion” Smith, amerykański pianista i kompozytor jazzowy (zm. 1973)
- 27 listopada – Stanisław Wiechowicz, polski kompozytor, pedagog, dyrygent chóralny i krytyk muzyczny (zm. 1963)
- 8 grudnia – Helena Sługocka, polska śpiewaczka operowa, primadonna Opery warszawskiej, poznańskiej i katowickiej (zm. 1978)
- 16 grudnia – Vladimir Golschmann, francusko-amerykański dyrygent pochodzenia rosyjskiego (zm. 1972)
- 18 grudnia – Josef Rufer, austriacki teoretyk muzyki, krytyk muzyczny i pedagog (zm. 1985)
- 24 grudnia – Harry Warren, amerykański kompozytor muzyki rozrywkowej (zm. 1981)

Data dzienna nieznana
- Izabella Krystall, polska skrzypaczka żydowskiego pochodzenia (zm. 1918)

## Zmarli
- 22 stycznia – Vinzenz Lachner, niemiecki kompozytor i dyrygent (ur. 1811)
- 13 lutego – Wilhelm Czerwiński, polski kompozytor oper i operetek (ur. 1837)
- 9 marca – Disma Fumagalli, włoski kompozytor i pianista (ur. 1826)
- 10 kwietnia – Jan Ludwik Quattrini, włoski dyrygent, flecista, śpiewak i pedagog (ur. 1822)
- 15 czerwca – Ferenc Erkel, węgierski kompozytor operowy (ur. 1810)
- 5 sierpnia – James Pierpont, amerykański autor tekstów piosenek, muzyk, kompozytor i organista; napisał znaną piosenkę „Jingle Bells” (ur. 1822)
- 7 sierpnia – Alfredo Catalani, włoski kompozytor operowy (ur. 1854)
- 31 sierpnia – William Cusins, angielski pianista, organista, skrzypek, dyrygent i kompozytor (ur. 1833)
- 16 października – Carlo Pedrotti, włoski dyrygent i kompozytor (ur. 1817)
- 18 października – Charles Gounod, francuski kompozytor operowy (ur. 1818)
- 24 października – Josef Hellmesberger Sr., austriacki skrzypek, dyrygent i kompozytor (ur. 1828)
- 6 listopada – Piotr Czajkowski, rosyjski kompozytor (ur. 1840)
- 28 listopada – Józef Nachbar, polski pedagog, kompozytor (ur. 1819)
- 1 grudnia – Karl Koßmaly, niemiecki kompozytor i dyrygent (ur. 1812)
- 22 grudnia – Antonina Filleborn, polska aktorka teatralna i śpiewaczka operetkowa (sopran) (ur. ok. 1857)